# Фридрих III фон Труендинген
Фридрих III фон Труендинген (на немски: Friedrich III von Truhendingen; * ок. 1150; † 1195) е благородник от Труендинген във Франкония, Бавария.
Той е от швабско-франкската благородническа фамилия Труендинген, която се споменава за пръв път през 1129 г. в документ на епископа на Айхщет. Графската титла е доказана за пръв път в документ 1264 г. Фамилията е роднина с Хоенщауфените. Той е брат на Адалберт фон Труендинген († сл. 1190). Братята Фридрих и Адалберт са споменати като свидетели в документ от 1142 г. Роднина е на Зигфрид фон Труендинген († 1150), епископ на Вюрцбург (1146 – 1150).
Фридрих III фон Труендинген има един син:
- Фридрих IV фон Труендинген († 1253), граф на Труендинген, женен I. за фон Грайзбах-Лехсгемунд, II. за Агнес фон Ортенбург († 1246/1256)